# Perfect Places
Perfect Places è un singolo della cantante neozelandese Lorde, pubblicato il 2 giugno 2017 come secondo estratto dal secondo album in studio Melodrama.

## Antefatti e pubblicazione
Il 30 maggio 2017 la cantante ha annunciato la pubblicazione di un secondo singolo apri-pista all'album Melodrama prevista per il 2 giugno successivo, pur non rivelando il titolo. La scelta del singolo è ricaduta proprio su Perfect Places, distribuito sotto forma di download digitale in Oceania dal 2 giugno e nel resto del mondo dal 1º giugno a causa del fuso orario.
Dal 6 giugno, il brano è stato inviato allo stazioni radiofoniche di musica moderna negli Stati Uniti.

## Composizione
Perfect Places è un brano elettropop che combina bassi vibranti, sintetizzatori luccicanti e ritmi drum machine. La rivista Rolling Stone ha notato come la struttura dei versi tenda a conferire al brano una sensibilità oscura e influenzata dalle sonorità R&B. È stato composto in chiave mi maggiore con un tempo moderato di 105 battiti al minuto.

## Video musicale
Il videoclip ufficiale di Perfect Places è stato pubblicato sul canale Vevo della cantante il 3 agosto 2017 e diretto da Grant Singer, con il quale Lorde aveva già collaborato per la realizzazione del video del predecessore Green Light.
Uno degli abiti indossati da Lorde nel video, in particolare l'abito giallo e il cappello stile safari, si ispira al personaggio fittizio di Jane Porter appartenente alla celebre serie di romanzi Tarzan. Lo stesso abito è stato anche paragonato a quello che la cantante Beyoncé ha indossato nel video del singolo Hold Up. Durante una scena, Lorde spara ad un paio di noci di cocco appese ad una palma con un fucile, il che ha suscitato dei paragoni con il video di High by the Beach di Lana Del Rey, nel quale l'artista statunitense abbatte un elicottero. Successivamente, Lorde oscilla da un'altalena gigante ricoperta di muschio, chiaro riferimento alla copertina di Swingin Party, cover dell'omonimo brano del gruppo The Replacements interpretata dalla stessa Lorde nel 2013. La scena in cui Lorde siede fuori da un balcone e si serve del tè è stata infine paragonata al video di Paparazzi di Lady Gaga.

## Promozione
Lorde ha eseguito Perfect Places per la prima volta dal vivo in occasione dell'annuale Governors Ball Music Festival, includendo il brano in una scaletta dalla durata di circa 75 minuti e contenente, fra gli altri, anche i suoi maggiori successi: cioè, Royals, Tennis Court, Team e Green Light. L'artista ha promosso nuovamente il brano in territorio nordamericano durante la propria apparizione al Tonight Show, ospite del conduttore televisivo Jimmy Fallon, il 16 giugno successivo, data in cui è stato pubblicato anche l'album di appartenenza Melodrama.
Quattro giorni dopo, la cantante ha proposto un medley di Green Light e Perfect Places durante gli annuali MuchMusic Video Awards; l'esibizione è stata successivamente caricata sul suo canale Vevo. Il 18 luglio 2017 la neozelandese ha preso parte al talk show Late Night with Seth Meyers, cantando ancora una volta dal vivo il brano Perfect Places. Nel corso dell'estate di quell'anno il singolo è stato eseguito durante numerosi festival musicali, tra cui il Glastonbury Festival situato nell'omonima città britannica, l'Open'er Festival in Polonia e il Fuji Rock Festival in Giappone.

## Tracce
1. Perfect Places – 3:41 (Ella Yelich-O'Connor, Jack Antonoff)

Download digitale – Remix
1. Perfect Places (Whethan Remix) – 4:07

## Classifiche
| Classifica (2017)         | Posizione massima |
| ------------------------- | ----------------- |
| Australia                 | 44                |
| Belgio (Fiandre)          | 27                |
| Belgio (Vallonia)         | 10                |
| Canada                    | 76                |
| Nuova Zelanda             | 11                |
| Regno Unito               | 95                |
| Repubblica Ceca           | 83                |
| Stati Uniti               | 113               |
| Stati Uniti (alternative) | 16                |